# Guapimirim
Guapimirim là một đô thị thuộc bang Rio de Janeiro, Brasil. Đô thị này có diện tích 360,813 km², dân số năm 2007 là 45251 người, mật độ 125,4 người/km².